# Jevargi
Jevargi là một thị xã panchayat của quận Gulbarga thuộc bang Karnataka, Ấn Độ.

## Địa lý
Jevargi có vị trí 17°01′B 76°46′Đ / 17,02°B 76,77°Đ Nó có độ cao trung bình là 393 mét (1289 feet).

## Nhân khẩu
Theo điều tra dân số năm 2001 của Ấn Độ, Jevargi có dân số 19.174 người. Phái nam chiếm 51% tổng số dân và phái nữ chiếm 49%. Jevargi có tỷ lệ 53% biết đọc biết viết, thấp hơn tỷ lệ trung bình toàn quốc là 59,5%: tỷ lệ cho phái nam là 63%, và tỷ lệ cho phái nữ là 43%. Tại Jevargi, 17% dân số nhỏ hơn 6 tuổi.